# Nore (rivier)

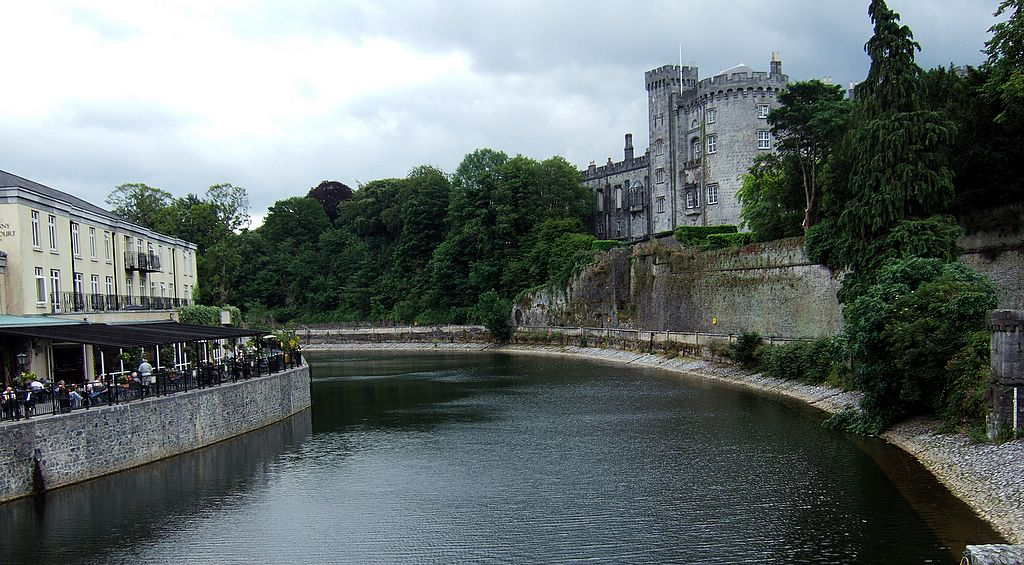
Kilkenny Castle gezien vanaf de Nore

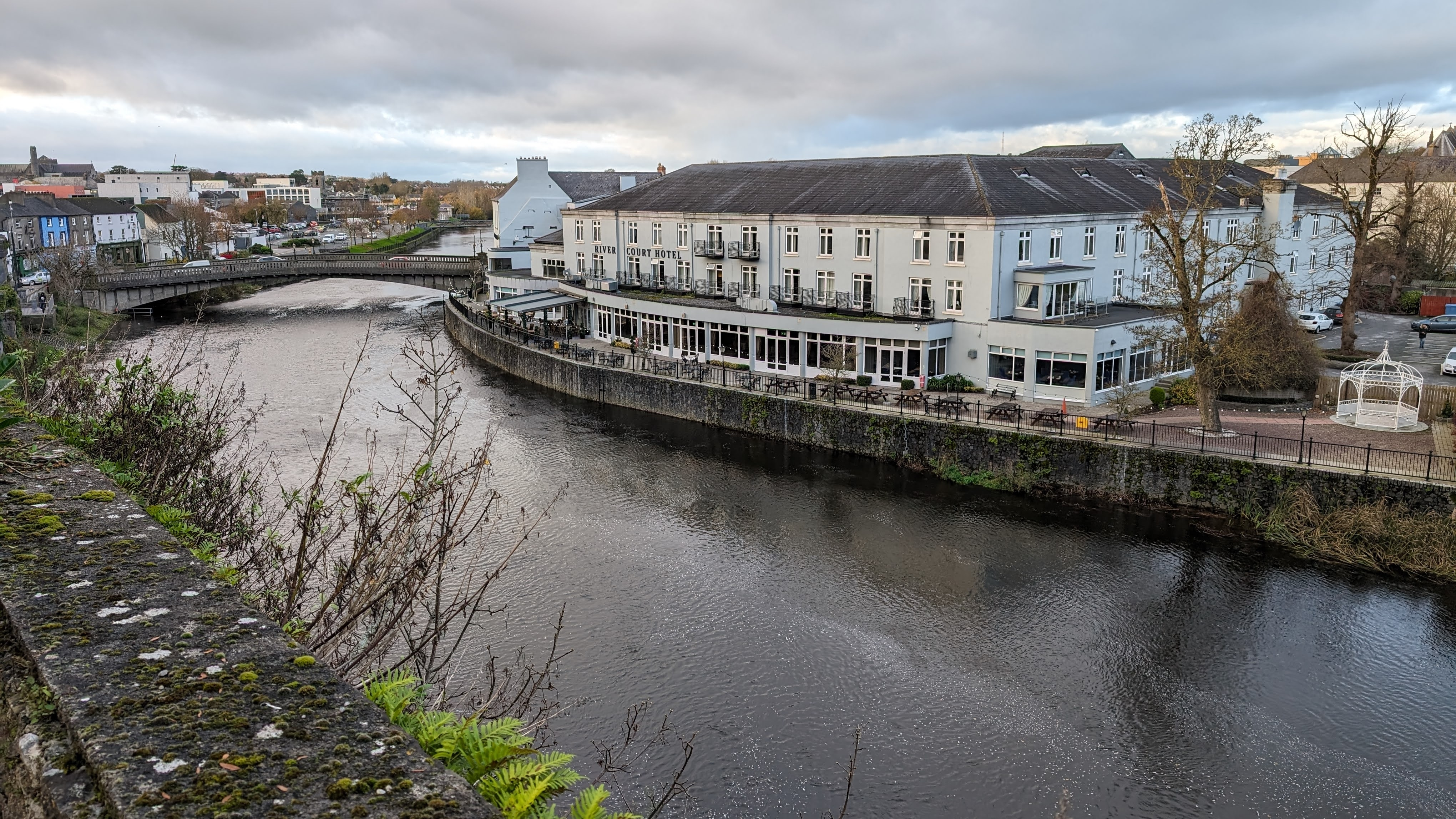
De Nore in Kilkenny

De Nore (in het Iers An Fheoir of Abhainn na Feoire) is één der Drie Zusters (de Barrow, de Suir en de Nore), die in Waterford Harbour in zee uitmondt. Zij is 140 km lang en staat bekend om haar zalm en forel.
De Nore ontspringt in het oosten van de berg Devil's Bit in County Tipperary en stroomt zuidoostwaarts door County Laois en County Kilkenny om dan samen te gaan met de Barrow ten noorden van New Ross. Die rivier komt langs Durrow, County Laois en vervolgens langs Ballyragget, Kilkenny en de dorpen Bennettsbridge en Thomastown. Verder zuidwaarts vormt zij een schilderachtige V-vormige vallei vooral nabij het dorp Inistioge, waar de getijden beginnen.
- Virtual International Authority File: 315530449